# مارثا كريستي
مارثا كريستي (بالإنجليزية: Martha Christie)‏ هي عارضة أسترالية، ولدت في 1 ديسمبر 1979.